# Axel Voss

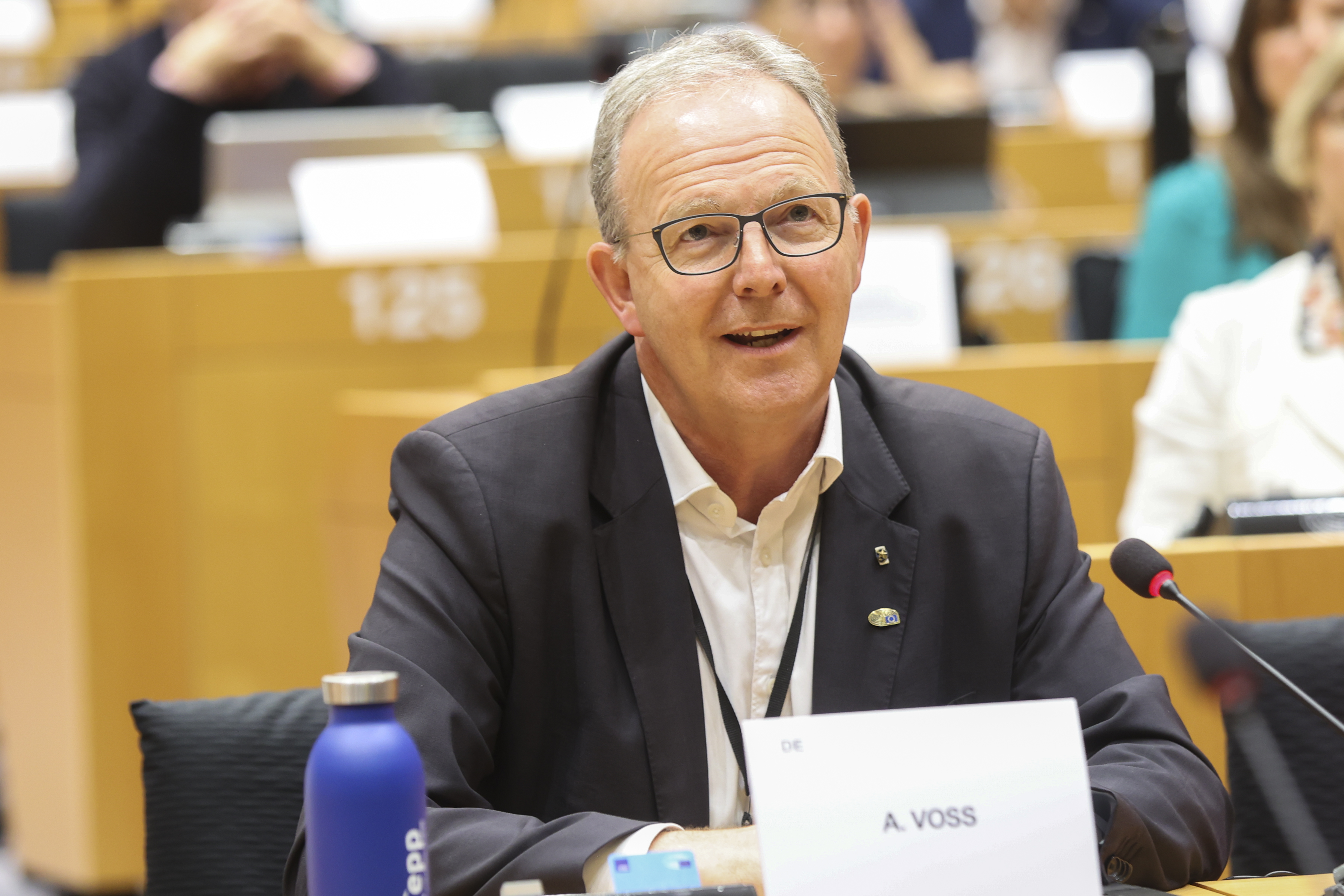
Axel Voss (2024)

Axel Voss (* 7. April 1963 in Hameln) ist ein deutscher Politiker (CDU). Er gehört seit 2009 dem Europäischen Parlament an und ist dort seit 2017 Koordinator der EVP-Fraktion im Rechtsausschuss, stellvertretendes Mitglied im Ausschuss für bürgerliche Freiheiten, Justiz und Inneres sowie stellvertretender Vorsitzender der Delegation für Australien und Neuseeland. Thematischer Schwerpunkt seiner parlamentarischen Arbeit ist die Digitalpolitik.

## Leben

### Ausbildung
Nach dem Abitur 1982 am CJD-Gymnasium in Elze studierte Voss von 1983 bis 1987 Rechtswissenschaften an der Universität Trier, der Albert-Ludwigs-Universität Freiburg und der Ludwig-Maximilians-Universität in München. Im Sommersemester 1987 besuchte er eine Sprachschule in Paris. Im Anschluss daran setzte er sein Studium in Freiburg und München fort, das er mit dem ersten Staatsexamen im August 1990 abschloss. Seine Wahlfächer waren Europa- und Völkerrecht sowie Internationale Beziehungen. Im März 1994 bestand er das zweite Staatsexamen und ist seit August 1994 als Rechtsanwalt zugelassen und tätig.

### Berufliche Tätigkeiten
Von Mai 1994 bis Dezember 1995 leitete Voss fachlich und programmatisch das Projekt und die Redaktion zum europäischen Subsidiaritätsprinzip als Fernsehbeitrag für die CineDokumentFilm, München. Von Juni 1994 bis Januar 2000 war er Bürgerberater der Europäischen Kommission in ihrer regionalen Vertretung in Bonn. Von 2000 bis 2008 war er Dozent an der Fachhochschule Remagen für europäische Angelegenheiten.

### Parteilaufbahn
Voss trat 1996 in die CDU ein. Er begann seine politische Arbeit auf kommunaler Ebene als sachkundiger Bürger im Ratsausschuss der Stadt Bonn für „Internationale Beziehungen und lokale Agenda“. Von 1999 bis 2004 war er Leiter des Arbeitskreises „Europa-, Außen- und Sicherheitspolitik“ der Bonner CDU und hat sich als Projektleiter im Rahmen der Bonn-Vision 2010 für „Internationales Bonn“ engagiert. Von 2004 bis 2009 war er Kreisvorsitzender der Bonner CDU. Zudem war Voss von Februar 2005 bis Oktober 2011 stellvertretender Bezirksvorsitzender der CDU Mittelrhein. Anschließend war er bis September 2022 als Nachfolger von Norbert Röttgen Bezirksvorsitzender der CDU Mittelrhein, bevor er von Nathanael Liminski abgelöst wurde.

### Abgeordnetentätigkeit und Mitgliedschaften
Seit 2009 ist Voss Mitglied des Europäischen Parlaments und gehört der EVP-Fraktion an. Er wurde dabei stets für die Region Mittelrhein (Bonn, Köln, Leverkusen, Rhein-Sieg- und Rhein-Erft-Kreis) über die Landesliste der CDU Nordrhein-Westfalen gewählt, bei der Europawahl 2019 auf dem vierten Platz und bei der Europawahl 2024 auf dem fünften Platz. Er ist Koordinator der EVP-Fraktion im Rechtsausschuss (JURI) sowie stellvertretendes Mitglied im Ausschuss für bürgerliche Freiheiten, Justiz und Inneres (LIBE). Zudem ist er Mitglied der Delegation des Europäischen Parlaments für die Beziehungen zu Australien und Neuseeland und der Europa-Union Parlamentariergruppe Europäisches Parlament, die sich für ein föderales Europa und den europäischen Einigungsprozess einsetzt. Schließlich ist er auch Vizepräsident des Mérite Européen Freundes- und Förderkreises Deutschland. Voss gehört der Mittelstands- und Wirtschaftsvereinigung der CDU/CSU und dem Evangelischen Arbeitskreis der CDU/CSU an.

### Privates
Voss ist evangelisch-lutherisch, verheiratet, hat zwei Töchter und wohnt seit 1993 in Bonn.

## Politische Positionen und Kritik
Als Koordinator der EVP-Fraktion im Rechtsausschuss (JURI) und stellvertretendes Mitglied im Ausschuss für bürgerliche Freiheiten, Justiz und Inneres (LIBE) beschäftigt sich Axel Voss vor allem mit Fragestellungen im Bereich der Digital- und Rechtspolitik sowie der justiziellen Zusammenarbeit. Als Berichterstatter bzw. Schattenberichterstatter der EVP-Fraktion arbeitete Voss unter anderem an der Datenschutz-Grundverordnung, der Fluggastdatenspeicherung, der Eurojust-Verordnung, dem EU-US Privacy Shield, der Digitalen-Inhalte-Richtlinie, der Reform des Urheberrechts, der ePrivacy-Verordnung sowie am legislativen Initiativberichts des Europäischen Parlaments zur zivilrechtlichen Haftung beim Einsatz von Künstlicher Intelligenz.

### Datenschutz-Grundverordnung (DSGVO)
Da die europäische Datenschutzrichtlinie aus dem Jahr 1995 schnell vom technologischen Fortschritt überrannt worden war, legte die ab Februar 2010 zuständige EU-Kommissarin Viviane Reding am 25. Januar 2012 den Entwurf zur Datenschutz-Grundverordnung (KOM(2012) 11) vor. Der Entwurf musste im Verfahren der Mitentscheidung von Rat und Parlament verabschiedet werden; dabei war Axel Voss Schattenberichterstatter der EVP-Fraktion. Im Zeitalter der digitalen Revolution sei es nach Voss noch wichtiger als zuvor, die persönlichen Daten der Bürger zu schützen. Gleichzeitig müssten die Standards auch für die digitale Wirtschaft noch praktikabel sein und „keine unnötigen bürokratischen Hürden für Unternehmen schaffen“. Vom 2016 final verabschiedeten Gesetz zeigte sich Voss enttäuscht. Man habe es nicht geschafft, den Datenschutz wirklich europaweit zu harmonisieren, sondern lasse den Mitgliedstaaten mit der Vielzahl an Öffnungsklauseln zu viel Interpretationsspielraum. So kritisierte er auch noch 2018 die uneinheitliche Auslegung des Gesetzes sowie die damit einhergehende Rechtsunsicherheit bei der Bevölkerung und der Wirtschaft. Zudem seien viele neue Technologien (z. B. Big-Data-Anwendungen, IoT, KI) nicht umfasst, der Fokus auf das Konzept der „Einwilligung“ bei der Datenverarbeitung sei zu stark und schließlich fehlten auch Ausnahmeregelungen für kleine und mittlere Unternehmen, Vereine sowie Privatanwender. Voss wird allerdings auf der Webseite Lobbyplag.eu zugleich als der EU-Parlamentarier mit den meisten für den Datenschutz „negativen“ Abänderungsanträgen gelistet. LobbyPlag.eu wertete dafür die über 3.100 Änderungsanträge im LIBE-Ausschuss des Europäischen Parlaments zur Datenschutz-Grundverordnung aus und zeigte damit, welche EU-Parlamentarier sich für mehr oder weniger Datenschutz einsetzten. Ziel war es, der Öffentlichkeit einen besseren Einblick in die unübersichtliche Flut von Abänderungen zu bieten. Voss veröffentlichte im Mai 2021 Änderungsvorschläge zur DSGVO, unter anderem fordert er klarere, einfachere und spezifischere Definitionen, um Unsicherheiten zu beseitigen und kleine und mittlere Unternehmen zu entlasten.

### ePrivacy-Verordnung
Neben der DSGVO plant die Europäische Kommission auch die bisher hauptsächlich national geregelte ePrivacy-Richtlinie zu harmonisieren und veröffentlichte 2017 dazu einen ersten Verordnungsvorschlag. Seither stocken aber die politischen Verhandlungen in Brüssel, da sich der Rat bislang nicht auf eine Position einigen konnte. Auch Voss sieht das Gesetzesvorhaben sehr kritisch. Insbesondere kritisiert er, dass der Vorschlag als lex specialis die DSGVO teilweise ersetzen würde und spricht sich stattdessen für die Aufnahme der bisherigen ePrivacy-Regeln in die bestehende DSGVO aus. Darüber hinaus bemängelt Voss, dass die weitreichende Einschränkung der Verarbeitung von Kommunikationsdaten, das Verbot der Nutzung von Drittparteien-Cookies sowie der starke Fokus auf das Konzept der „Einwilligung“ wirklichkeitsfremd seien und Europa vom digitalen Fortschritt abschneiden würden. Befürworter der Reform, wie European Digital Rights, widersprechen dieser Sicht und weisen auf die massive Stärkung an Nutzerrechten und der Privatsphäre hin.

### Globale Überwachungsaffäre & internationaler Datenaustausch

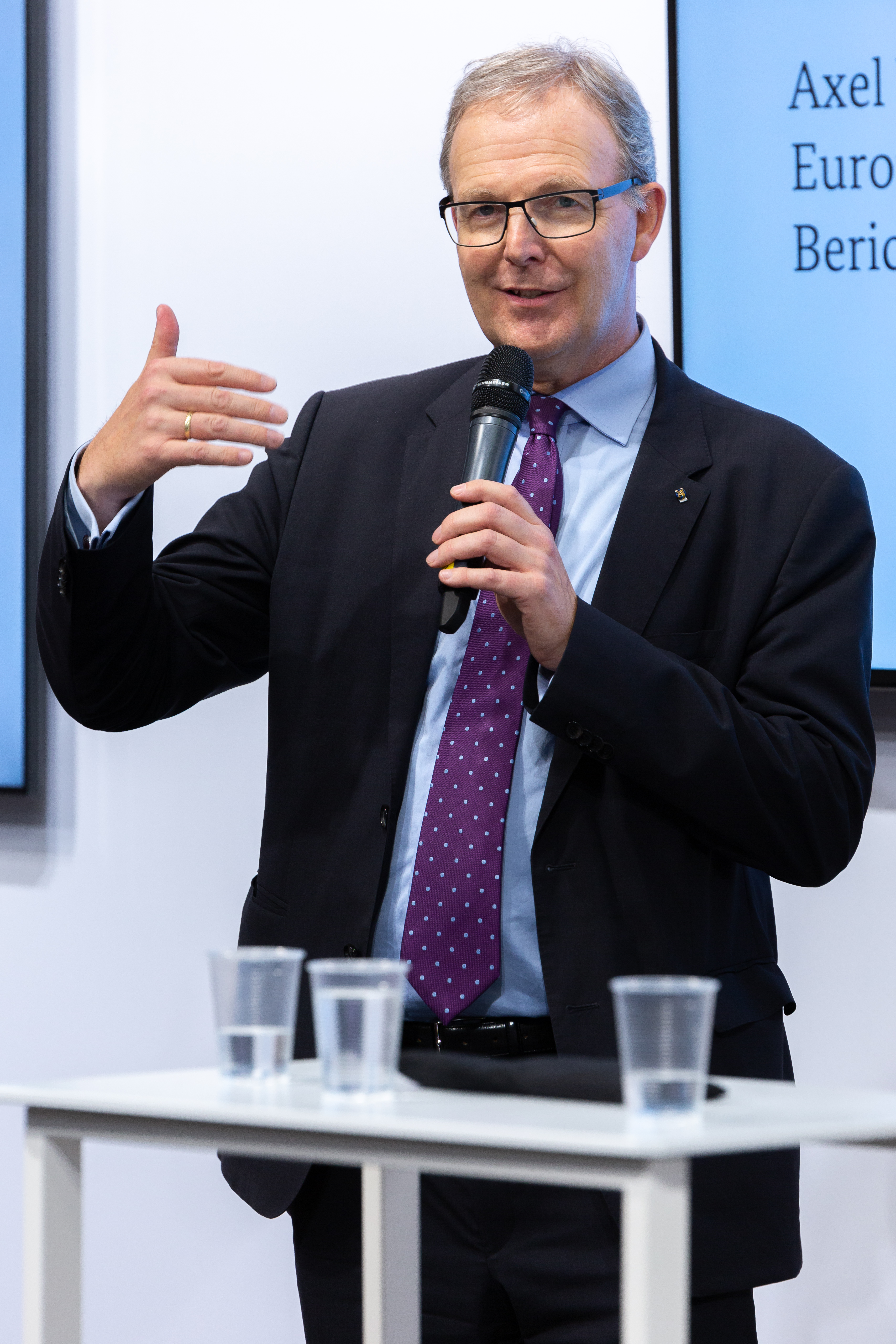
Voss spricht auf der Frankfurter Buchmesse 2018

Nach den von Edward Snowden ans Licht gebrachten geheimdienstlichen Überwachungsprogrammen PRISM und XKeyscore kritisierte Voss im Juli 2013, dass ein Zugriff von Drittstaaten auf europäische Daten rechtswidrig sei. Voss trat bei den politischen Verhandlungen zur DSGVO daher auch für eine Wiedereinführung des Artikels 42 in die EU-Datenschutzverordnung ein, welcher einige Jahre zuvor von der zweiten EU-Kommission unter Barroso (auch EVP) gestrichen worden war. Der Artikel schrieb vor, dass Behörden aus Drittstaaten nur dann auf europäische Daten zugreifen dürfen, wenn es dafür ein Abkommen, also eine gesetzliche Grundlage gibt. Für die generelle Übertragung von persönlichen Daten aus der EU in die USA existierte bis 2015 das Safe Harbour Abkommen bzw. seit 2016 das EU-US-Privacy Shield. Voss beteiligte sich als Sprecher der EVP-Fraktion an den umfangreichen politischen Diskussionen im Zuge der NSA-Affäre zu beiden Abkommen im Europäischen Parlament. Des Weiteren war er auch in die Verhandlungen zum SWIFT-Abkommen (Übermittlung von Bankdaten und Kontobewegungen in Europa an US-Behörden) involviert. Trotz der im gleichen Jahr öffentlich gewordenen NSA-Affäre verteidigten Voss wie auch die EU-Kommission das Abkommen, nachdem sich das EU-Parlament 2013 zuvor für dessen Aussetzung ausgesprochen hatte. Laut Voss liefert es den europäischen Ermittlungsbehörden „unverzichtbare Informationen zur Terrorismusbekämpfung“. Sein Vorwurf, dass die Aussetzung dem Terrorismus „zumindest indirekt Vorschub“ leiste, wurde ebenso kritisiert wie seine Aussage, dass sich die USA diese Daten ohne das Abkommen auf illegale Weise beschaffen würden. Schließlich war Voss auch Schattenberichterstatter der EVP-Fraktion zur umstrittenen Fluggastdatenspeicherung (PNR). Für ihn sei der Austausch von Fluggastdaten ein wirksames Mittel zur Verbrechensbekämpfung, das zu einem Mehr an Sicherheit für europäische Bürger führe.

### Upload-Filter und Leistungsschutzrecht

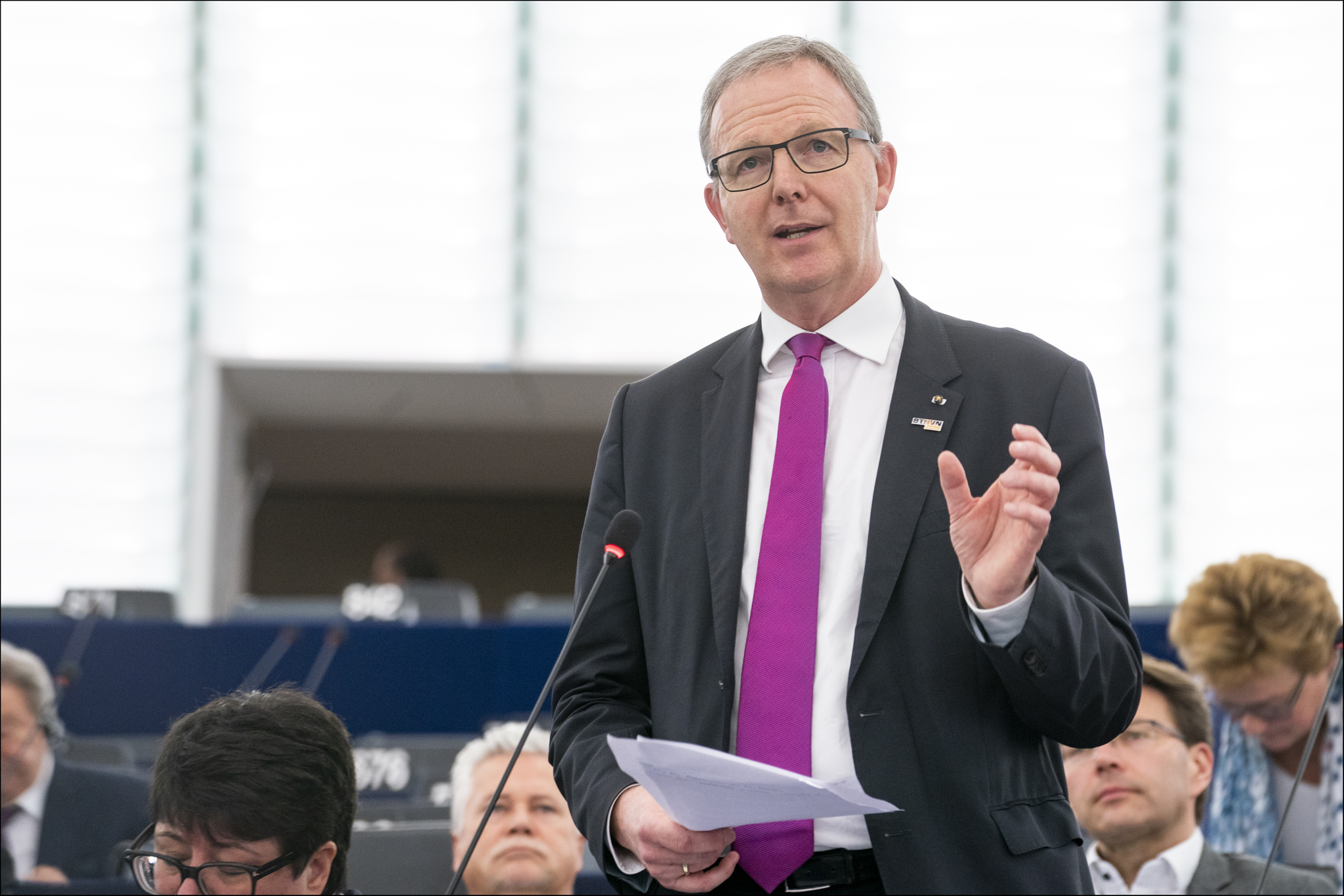
Axel Voss bei der Abstimmung im Europäischen Parlament über die Urheberrechtsreform (März 2019)

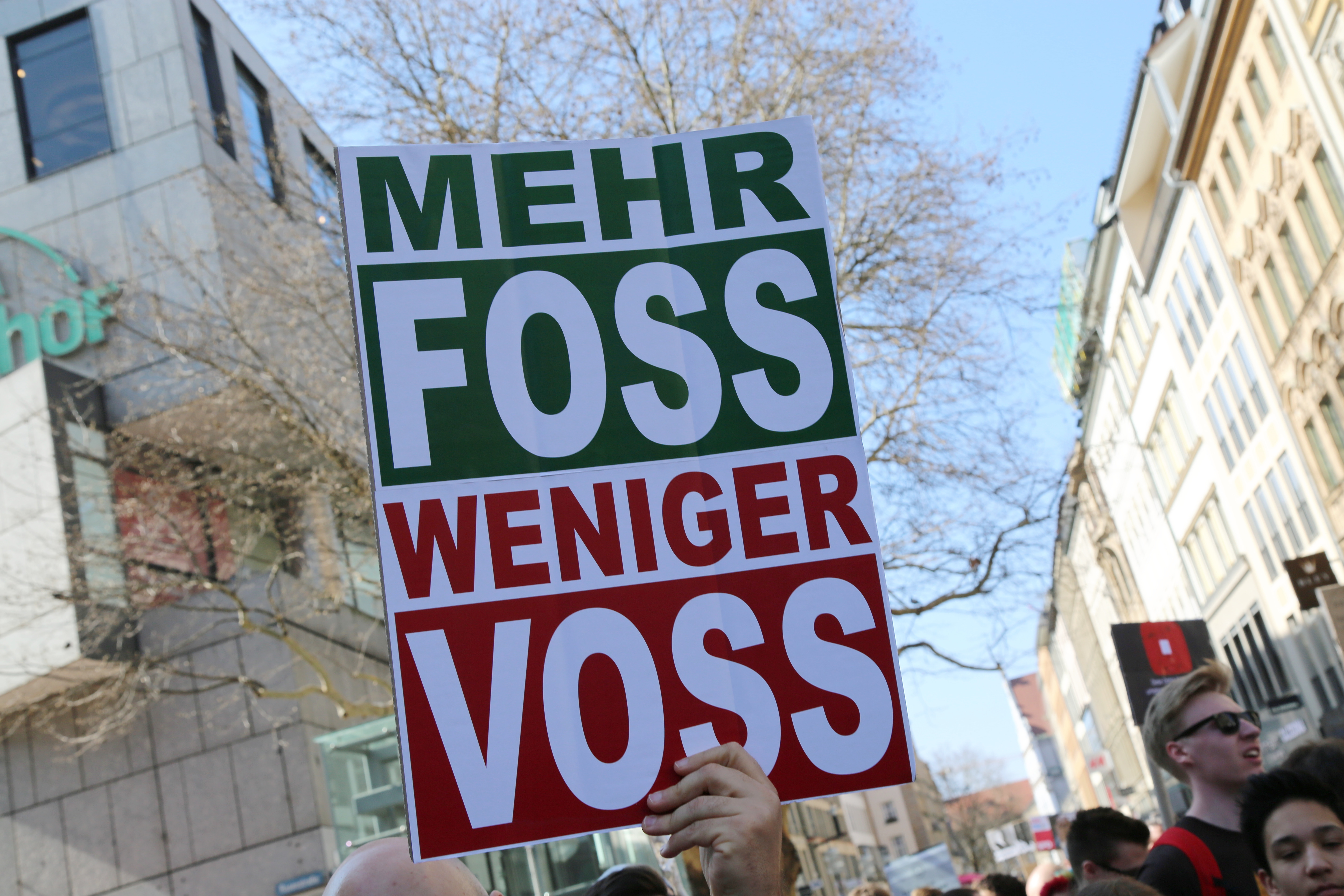
Protest gegen Upload-Filter personalisiert auf Voss, München 23. März 2019

In Folge der Verhandlungen über ein neues Urheberrecht innerhalb der Europäischen Union setzte sich Voss als zuständiger Berichterstatter für ein EU-weites Leistungsschutzrecht für Presseverleger und für die direkte Haftung von Plattformen bei Urheberrechtsverstößen und damit verbundener Upload-Filter ein.
Siehe in Richtlinie (EU) 2019/790 (Urheberrecht im digitalen Binnenmarkt) die Abschnitte Leistungsschutzrecht für Presseverleger und Lizenzierungspflicht und Upload-Filter.
Diese Vorschläge stießen auf geteiltes Echo. Während eine europaweite Initiative aus 260 Verlagen, Zeitungen, Nachrichtenagenturen, Rundfunk-Anbietern, Produktionsfirmen und Medienschaffenden zur Unterstützung aufrief, wurden sie von einem breiten Bündnis von mehr als 145 europäischen Organisationen aus den Bürger- und Menschenrechtsbewegungen sowie Vertretern aus Presse, Bibliotheken und Forschungsinstitutionen sowie auch der Internetwirtschaft kritisiert.
Die vollständige Diskussion zu den Themen Upload-Filter und Leistungsschutzrecht findet sich unter Richtlinie (EU) 2019/790 (Urheberrecht im digitalen Binnenmarkt) § Öffentliche Diskussion.
Die Kritik richtete sich auch an Voss, der zum „Gesicht der umstrittenen Urheberrechtsreform“ wurde: Friedhelm Greis vom Internet-Portal Golem.de schreibt, Politiker wie Voss würden „weder das Internet noch den Onlinejournalismus oder das Urheberrecht verstehen“. Voss wurde persönlich auf der Plattform Youtube als „Zerstörer des Internets“ kritisiert. Im Zuge der Debatte, inwieweit Plattformen wie die Wikipedia unter den vorgeschlagenen Gesetzesänderungen eingeschränkt werden würden, bedauerte Sascha Lobo, dass Voss nicht einmal wisse, wie das Wiki-Prinzip der Wikipedia genau funktioniert. Im IT-Magazin t3n wurde Voss als „inoffizieller Springer-Chef-Lobbyist“ kritisiert. Im Oktober 2018 wurde Voss der österreichische Negativpreis Big Brother Award zuerkannt. Im März 2019 kam es zu Demonstrationen mit mehr als 200.000 Bürgern alleine in Deutschland, die sich gegen die Reform und auch persönlich gegen Voss richteten. Auch Dorothee Bär, Staatssekretärin für Digitales im Bundeskanzleramt, sowie auch die Sprecher bzw. Vorsitzenden der netzpolitischen Vereine der Parteien cnetz (CDU) sprachen sich gegen die Reform aus. heise online fasste dies mit „Axel Voss […] bekommt Widerstand aus den eigenen Reihen“ zusammen.
Für Irritationen sorgte Voss, als er sich im September 2018 überrascht von dem Umfang der vom EU-Parlament angestrebten umfassenden Reform der Urheberrechtsgesetze zeigte. Laut der Zeitung Der Standard „glänzte Voss nicht gerade mit seinem Fachwissen zur von ihm vorangetriebenen Thematik“. Im Februar 2019 warf ihm etwa ZEIT Online vor, er verstehe trotz seiner Rolle als Berichterstatter für die EU-Urheberrechtsreform Teile der Reform nicht und mache falsche oder widersprüchliche Angaben zur Weiterverwendung von Presseartikeln durch Privatpersonen, den von der Reform betroffenen Internetplattformen und den Rechten an Bildern. Zwischenzeitlich hat er laut Jannis Brühl von der Süddeutschen Zeitung den Eindruck erweckt, „er wisse nicht wirklich, wie Google funktioniert.“ VDZ-Verbandsfunktionär Rudolf Thiemann, welcher für die Reform eintrat, pries dagegen in einem Interview mit dem Focus die „Besonnenheit“, das „Augenmaß“ und die „Kompromissbereitschaft“, mit der Voss für das Projekt eingetreten sei. Am 15. März 2019 erhielt Voss eine Bombendrohung gegen sein Büro in Bonn. Zuvor hatte es bereits Morddrohungen gegen Voss gegeben.
Am 26. März 2019 wurde die umstrittene Urheberrechtsreform vom EU-Parlament mit 348 zu 274 Stimmen angenommen. Ein Jahr nach Verabschiedung der Reform zog die Zeitung Die Zeit das Fazit, dass Voss zwar „gewonnen“ habe, dafür aber „zum Hassobjekt einer ganzen Generation geworden“ sei. So wurde er etwa im Video Die Zerstörung der CDU als Beispiel für „Inkompetenz bei CDU-Leuten“ bezeichnet. Zuletzt seien seine Entwürfe zur Reform gleichermaßen von Wissenschaftlern und Technologieunternehmen sowie auch Rechteinhabern wie der europäischen Filmwirtschaft und Urheberorganisationen wie den Freischreibern kritisiert worden.

### EU-Sammelklagen im Verbraucherschutz
Voss tritt auch als entschiedener Gegner der 2018 von der Europäischen Kommission vorgestellten Pläne (COM(2018) 184) zur Einführung eines kollektiven Rechtsschutzes für europäische Verbraucher auf. Seiner Meinung nach orientieren sich die Vorschläge zu sehr am US-amerikanischen System, welches dem Verbraucher keinerlei Vorteile bringe, enorme Prozesskosten generiere und äußerst anfällig für Diskriminierung und Missbrauch sei. Aus denselben Gründen spricht er sich auch gegen die Möglichkeit einer Drittfinanzierung von Sammelklagen (bspw. durch Hedgefonds) sowie gegen die Einführung des Discovery-Verfahrens ins Europäische Prozessrecht aus. Voss warnt zugleich davor, dass die unklaren rechtlichen Begriffe und der nicht eindeutige Gerichtsstand im Gesetzvorschlag ein sogenanntes „Forum Shopping“ ermöglichen würden. Verbraucherschutzverbände wie der VzBV sehen diese Gefahren nicht, da die Rechtssysteme in Europa anders aufgebaut seien als in den USA und sehen im Vorschlag daher einen massiven Fortschritt für den Verbraucherschutz.

### COVID-19 und Kontaktverfolgung
Im Zuge der COVID-19-Pandemie und den damit verbundenen Eindämmungsmaßnahmen plädierte Voss im Rahmen der Entwicklung einer Smartphone-App zur digitalen Kontaktverfolgung dafür, Nutzern der App mehr bzw. früher Freiheiten (wie etwa das Reisen und der Besuch öffentlicher Einrichtungen) zu gewähren als Nicht-Nutzern. Kritiker warnten vor dem Entstehen einer Zwei-Klassen-Gesellschaft. Zudem sprach er sich in diesem Zusammenhang für eine zentrale Datenspeicherung aus. Man dürfe angesichts der Pandemie den Datenschutz nicht absolut setzen, erklärte er in einem Interview mit der Frankfurter Allgemeinen Zeitung. Kritische Stimmen sahen hier einen Angriff auf den Datenschutz und äußerten ethische Bedenken.

## Auszeichnungen
- 2023: Gustav-Mahler-Medaille der AKM Autoren, Komponisten und Musikverleger[68]